# 白腰鼠海豚
白腰鼠海豚（学名：Phocoenoides dalli）也称 白腰拟鼠海豚、白侧鼠海豚、无喙鼠海豚、喷雾鼠海豚，是鼠海豚科下 拟鼠海豚属（也称 白腰鼠海豚属、无喙鼠海豚属）的唯一物种，现存平均体型最大的鼠海豚，分布于北太平洋的冷温带海域，其学名以美国博物学家威廉·希利·多尔（英：William Healey Dall）的姓氏命名。日本北部的狩猎者常年都会捕杀成千上万头白腰鼠海豚。

## 形态特征
白腰鼠海豚的体色以黑色为主，身体两侧及腹部有一片大面积的白色斑块（不同个体间存在差异）；拥有齿鲸小目里等比例下最为粗壮的躯干，因而极具爆发力；头小而尖；上下颌各有 38–58 颗牙齿；鳍肢窄小；背鳍宽大突出且存在个体差异，一般上方呈灰白色，下方呈黑色，末端略尖；尾柄上下方有突脊，成年雄性尤其显著；尾鳍后侧边缘呈灰白色。初生幼体全长 85 cm–1 m；成体全长 1.7–2.2 m，重 135–220 kg。
根据形态差异，白腰鼠海豚可分为两种类型：Dalli 型与 Truei 型，也被视为两个亚种。Dalli 型广泛分布于东北亚到北美洲之间的北太平洋，身躯较为粗壮，体侧及腹部的白色区域位于鳍肢后方；Truei 型仅见于千岛群岛、日本北海道北部和东部至本州岛东部一带的海域，身躯相对较修长，体表的白色区域比 Dalli 型更大，向前延伸至鳍肢稍前方及胸部。两种类型之间还有许多变异类型，如全黑型、全白型甚至杂色型。

## 生活习性
白腰鼠海豚常出没于近岸海域，在北纬 50 度以南和北纬 40 度以南的海域分别会与太平洋斑纹海豚和长肢领航鲸共游。通常组成 20 头以内的小群活动，在食物丰富的水域可能会聚集到数百头，捕食头足类和鱼类等。性情极为活跃，却很少跃离海面。是游速最快的哺乳动物，可达 55 km/h，也是唯一会与船只共游的鼠海豚，但对时速低于 20 km 的船只会很快失去兴趣。